# ウッドランズ・ノース駅
ウッドランズ・ノース駅（ウッドランズ・ノースえき、英語 : Woodlands North MRT Station）は、シンガポールの北部にあるMRTトムソン・イーストコースト線の鉄道駅である。
同線の起点となる駅でもある。2020年1月31日に開業した。